# Massif du Mont-d'Or, du Noirmont et du Risol
Massif du Mont-d'Or, du Noirmont et du Risol este o arie protejată (sit de importanță comunitară — SCI) din Franța întinsă pe o suprafață de 10.364 ha, integral pe uscat.

## Localizare
Centrul sitului Massif du Mont-d'Or, du Noirmont et du Risol este situat la coordonatele 46°40′02″N 6°14′36″E / 46.66722°N 6.24333°E.

## Înființare
Situl Massif du Mont-d'Or, du Noirmont et du Risol a fost declarat arie specială de conservare în baza directivei 92/43 din 1992 referitoare la conservarea habitatelor naturale și a faunei și florei sălbatice pentru a proteja 1 specie de plante și 1 specie de animale.

## Biodiversitate
Situată în ecoregiunea continentală, aria protejată conține 19 habitate naturale: Pajiști alpine și subalpine calcaroase, Pajiști uscate seminaturale și facies de acoperire cu tufișuri pe substraturi calcaroase (Festuco-Brometalia) (* situri importante pentru orhidee), Liziere de ierburi înalte hidrofile de câmpie și de nivel montan până la alpin, Fânețe montane, Turbării active, Grohotișuri calcaroase și de șisturi calcaroase de la nivelul montan până la nivelul alpin (Thlaspietea rotundifolii), Grohotișuri medio-europene calcaroase, de la nivel colinar și montan, Pante stâncoase calcaroase cu vegetație casmofită, Păduri de fag Asperulo-Fagetum, Păduri de fag subalpine medio-europene cu Acer și Rumex arifolius, Păduri de fag din Europa Centrală dezvoltate pe sol calcaros cu Cephalanthero-Fagion, Păduri pe pante, grohotișuri și ravene de Tilio-Acerion, Păduri acidofile de Picea de la nivel montan la nivel alpin (Vaccinio-Piceetea), Grohotișuri termofile și vest-mediteraneene, Mlaștini alcaline, Formațiuni ierboase bogate în specii de Nardus, dezvoltate pe substraturi silicioase în zone montane (și în zone submontane, în Europa continentală), Formațiuni stabile xerotermofile de Buxus sempervirens pe pante stâncoase (Berberidion p.p.), Pajiști carstice calcaroase sau bazofile, de Alysso-Sedion albi, Păduri montane și subalpine de Pinus uncinata (* dezvoltate pe substrat gipsos sau calcaros).
La baza desemnării sitului se află mai multe specii protejate:
- plante (1): Buxbaumia viridis
- mamifere (1): râs eurasiatic (Lynx lynx)

Pe lângă speciile protejate, pe teritoriul sitului au mai fost identificate 36 de specii de plante, 4 specii de amfibieni, 2 specii de mamifere, 5 specii de nevertebrate, 5 specii de reptile.